# Hokke-ji

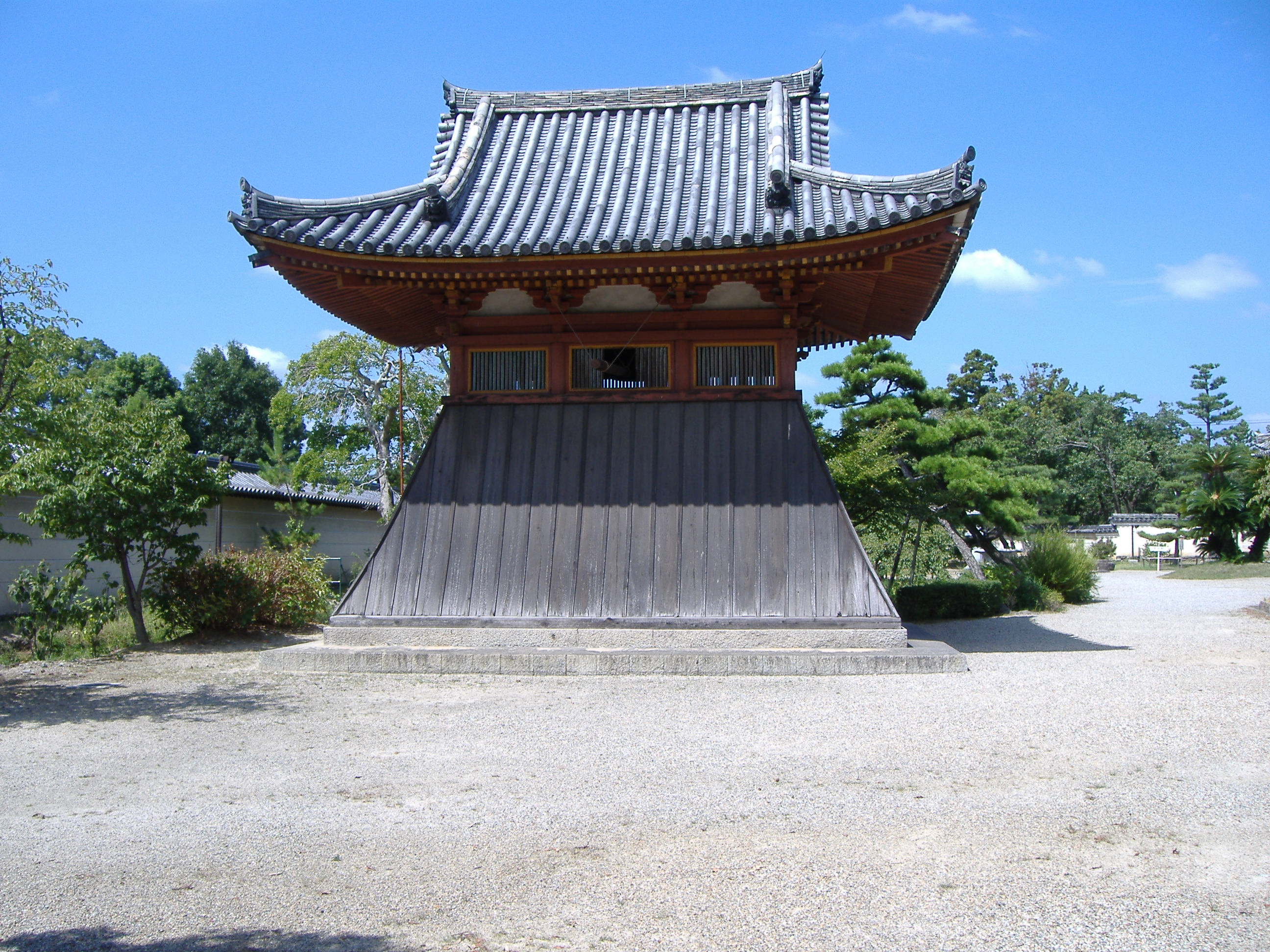
Dzwonnica

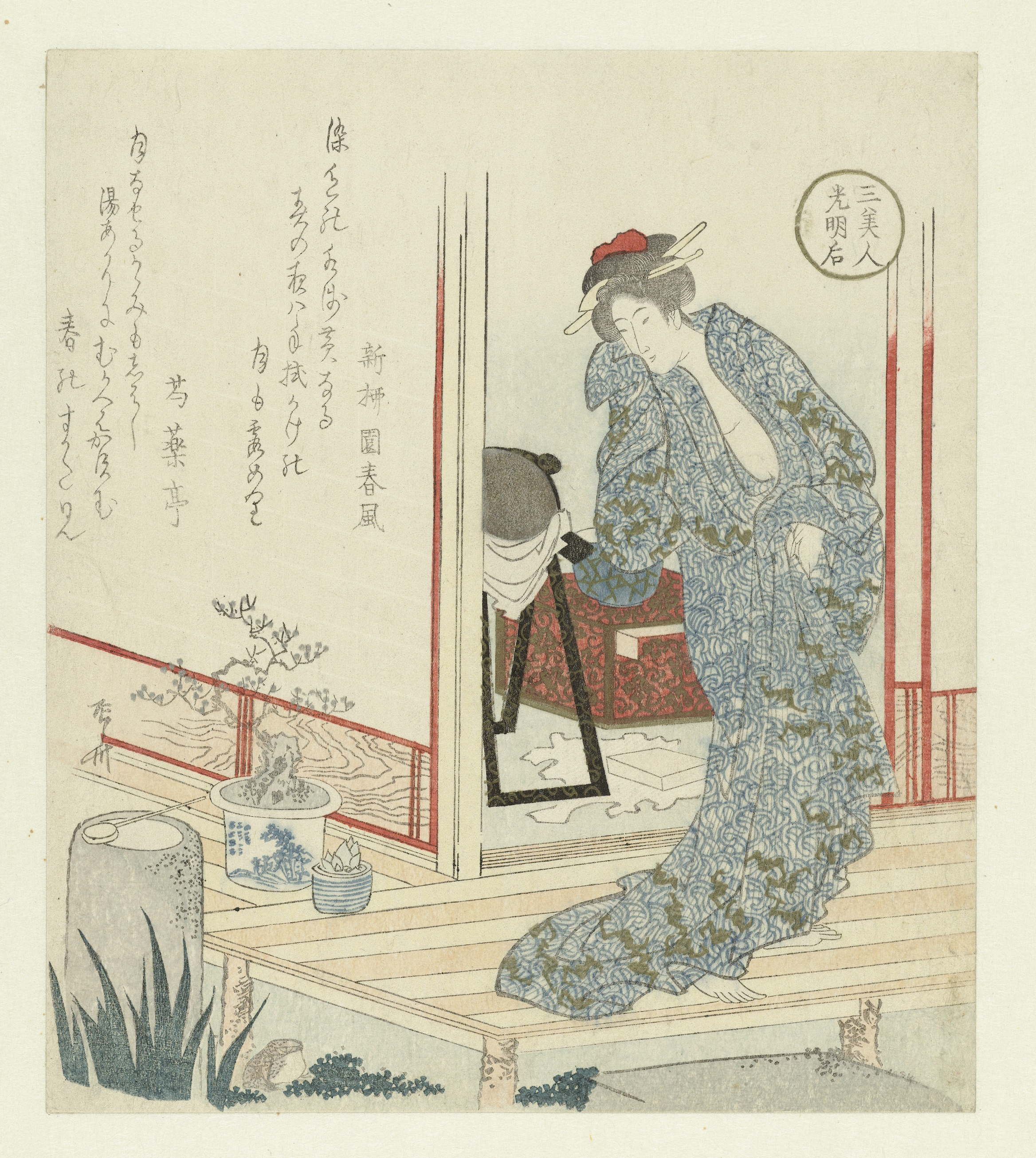
Cesarzowa Kōmyō

Hokke-ji (jap. 法華寺 Hokke-ji; dosł. Świątynia Lotosu Prawa) także jako Hokke-ji Monzeki (jap. 法華寺門跡) – buddyjska świątynia znajdująca się w Narze w Japonii.

## Historia
Pierwotnie na terenie, na którym znajduje się świątynia istniała rezydencja należąca do wpływowego arystokraty Fuhito Fujiwary (659–720). Po jego śmierci rezydencję odziedziczyła jego córka, cesarzowa Kōmyō (701–760) i ufundowała na tym terenie świątynię w 745 roku, aby upamiętnić swojego ojca. Była ona głową systemu żeńskich klasztorów prowincjonalnych o nazwie kokubun-niji. Hokke-ji jest skrótem od Hokke Metsuzai no Tera, świątyń pokuty lotosu prawa. Klasztor ten został ustanowiony głównym klasztorem żeńskim najpierw dla prowincji Yamato, a później także dla całej Japonii. Jego budowa zakończyła się w 782 roku, gdyż wtedy został zlikwidowany urząd zajmujący się budową świątyni.
Głównym obiektem kultu był wtenczas, podobnie jak w klasztorze Tōdai-ji, najprawdopodobniej posąg Dainichi Nyorai.
Po przeniesieniu stolicy Japonii z Nary do Nagaoki w 784 roku, klasztor stracił na znaczeniu i zaczął podupadać. W roku 1017 w klasztorze służyło 15 mniszek.
W 1180 roku świątynia została mocno zniszczona w wyniku najazdu wojsk dowodzonych przez Shigehirę Taira. Klasztor odbudowano w 1203 roku.
W ciągu kolejnych lat klasztor nawiedziły klęski żywiołowe. W 1499 i 1506 roku budynki świątynne strawił pożar, a w roku 1696 i 1707 mocno ucierpiały podczas trzęsień ziemi. W związku z tym większość budynków, które obecnie można oglądać na terenie świątyni pochodzi z 1601 roku.

## Obiekty na terenie świątyni
W świątyni znajduje się posąg Kannon o Jedenastu Twarzach, powstały w IX wieku, znajdujący się w głównym pawilonie świątyni. Oprócz tego w świątyni znajduje się wykonany z papieru posążek Yokobue, mniszki mieszkającej w klasztorze pod koniec XII wieku.

## Obiekty świątynne[2]
- Główny pawilon – został odbudowany w 1601 roku z inicjatywy i funduszy Yodogimi, drugiej żony Hideyoshiego Toyotomi
- Wielka brama południowa – została odbudowana w tym samym czasie, co główny pawilon
- Dzwonnica – datowana na 1602 rok
- Ogród Meishō – znany z irysów
- Pawilon Goma – od 2005 roku, 28 dnia każdego miesiąca odbywają się w nim pogrzeby
- Pawilon Yokobue – pochodzi z okresu Kamakura. Jest to obecnie najstarszy zachowany budynek na terenie klasztoru
- Łaźnia – obecny budynek jest rekonstrukcją z 1766 roku
- Kōgetsutei (Pawilon Blasku Księżyca) – wiejski dom przeniesiony ze wsi Tsukigase
- Karakuen (Ogród Karaku) – można w nim oglądać krzewy kamelii japońskiej i ponad 750 różnych gatunków roślin